# Geno Smith
Pour les articles homonymes, voir Smith.
(en) Statistiques sur pro-football-reference
Eugene Cyril "Geno" Smith III, né le 10 octobre 1990 à Miramar en Floride, est un sportif professionnel américain de football américain jouant au poste de quarterback dans la National Football League (NFL) depuis la saison 2013.
Au niveau universitaire, il a joué pendant quatre saisons (2009-2012) dans la NCAA Division I FBS pour les Mountaineers de l'université de Virginie-Occidentale.
Sélectionné lors du deuxième tour de la draft 2013 de la NFL par la franchise des Jets de New York (2013-2016), il rejoint par la suite les Giants de New York en 2017 et les Chargers de Los Angeles en 2018. Depuis la saison 2019, il joue pour les Seahawks de Seattle avec qui il obtient deux sélections pour le Pro Bowl.

## Biographie

### Carrière universitaire
Il rejoint l'université de Virginie-Occidentale en 2009 et intègre l'équipe des Mountaineers de la Virginie-Occidentale dès sa première saison freshman. Remplaçant, il ne joue que très occasionnellement, terminant la saison avec 32 passes complétées sur 49 tentées pour un gain cumulé de 309 yards, 1 touchdown et 1 interception.
Il devient titulaire durant sa saison de sophomore en 2010, et permet aux Mountaineers de terminer avec un bilan positif de 9 victoires pour 4 défaites. Il réussit 241 passes sur 372 tentées pour un gain total de 2 763 yards, 24 touchdowns, 7 interceptions tout en gagnant 217 yards supplémentaires à la course.
Sa saison junior en 2011 est celle de la révélation. Profitant d'un nouveau système offensif basé sur les passes, ses statistiques augmentent considérablement. Les Mountaineers terminent la saison avec 10 victoires pour 3 défaites et sont invités à affronter les Tigers de Clemson lors de l'Orange Bowl 2012 (en). Vainqueur du match sur le score de 71 à 33 et désigné MVP du match, il égalise les records du plus grand nombre de touchdowns inscrits à la passe (6), de touchdowns isncrits (7) et de points inscrits (42) lors d'un bowl. Avec 401 yards gagnés à la passe, il bat le record plus grand nombre de yards gagnés à la passe du plus grand nombre de yards lors d'un Orange Bowl établit par Tom Brady en 2000 (396 yards). Il finit la saison avec 4 385 yards (record du plus grand nombre de yards gagnés en Big East Conference), 31 touchdowns et 7 interceptions.
Il confirme ses excellentes performances lors de sa saison senior en 2012, malgré un bilan médiocre de 7 victoires pour 6 défaites pour les Mountaineers. Il profite de cette dernière saison pour battre la plupart des records de son université et pour réaliser plusieurs matchs spectaculaires. Il gagne ainsi 323 yards et inscrit 4 touchdowns dès le match d'ouverture, puis 411 yards et 5 touchdowns lors d'une défaite face aux Dukes de James Madison. Il bat également les Bears de Baylor sur le score de 70 à 63 au cours d'un match où il réussit 45 des 51 passes tentées pour un gain total de 656 yards et 8 touchdowns. Lors du dernier match de la saison, il réalise une prestation presque parfaite en réussissant 23 des 24 passes tentées pour un gain cumulé de 407 yards et 3 touchdowns. Il finit la saison avec 4 205 yards, 42 touchdowns et 6 interceptions.

### Carrière professionnelle

#### Draft
Les journalistes spécialisés prédisent souvent que Smith sera le premier quarterback à être sélectionné au cours de la draft 2013 de la NFL. Il est cependant le deuxième quarterback choisi après E. J. Manuel, n'étant sélectionné qu'en 39e choix global lors du 2e tour de la draft par la franchise des Jets de New York. À la suite de cette sélection plus tardive que prévu, il renvoie ses agents dès le lendemain de la draft.

#### Jets de New York
Le 22 juillet 2013, Smith signe son contrat rookie de quatre ans pour un montant de 5 millions de dollars avec approximativement 690 000 dollars en bonus,.
Lorsqu'il arrive chez les Jets de New York, l'équipe est en plein reconstruction au niveau du poste de quarterback. Il doit ainsi faire face à une concurrence importante, avec Mark Sanchez, titulaire très discuté des quatre dernières saisons, Tim Tebow, joueur vedette qui n'a pas été titularisé lors de la dernière saison, David Garrard, vétéran arrivé à l'inter-saison pour augmenter la concurrence et le jeune Greg McElroy ayant remplacé à deux reprises Sanchez la saison précédente. Cette situation se clarifie après que Tebow ait été libéré trois jours après la sélection de Geno à la draft, que Garrard ait été contraint de résilier son contrat après la résurgence d'une blessure lors des camps d'entraînement de mai et que McElroy ait aussi été libéré à la fin du mois d'août. Smith est alors en concurrence directe avec Sanchez, jusqu'à ce que ce dernier se blesse sérieusement à l'épaule au cours du troisième match d'avant saison. Smith est alors désigné titulaire au poste de quarterback pour débuter la saison 2013.
Lors de son premier match, il réussit 24 des 38 passes tentées pour un gain de 256 yards et un touchdown, permettant à son équipe de remporter 19 à 18 le match les opposant aux Buccaneers de Tampa Bay. La semaine suivante, il connaît sa première défaite (13 à 10) face aux Patriots de la Nouvelle-Angleterre, où il se fait notamment intercepter à trois reprises lors du dernier quart-temps. Le 10 octobre, lors de la victoire 30 à 28 contre les Falcons d'Atlanta à l'occasion du Monday Night Football, il réussit 16 des 20 passes tentées pour un gain de 199 yards et 3 touchdowns, ce qui lui vaut d'être désigné meilleur rookie et meilleur joueur offensif AFC de la semaine,. Entre la 8e et la 13e semaine, Smith connaît un long passage à vide, enchaînant cinq matchs sans inscrire de touchdown à la passe tout en étant intercepté à 8 reprises, termine quatre matchs consécutifs avec moins de 10 passes réussies et avec moins de 50 % de passes réussies. Il finit mieux la saison, remportant trois des quatre derniers matchs au cours desquels il inscrit 4 touchdowns à la passe, 3 à la course et ne subit que 2 interceptions. Ses statistiques de la saison sont une des pires des quarterbacks titulaires, avec un bilan de 3 046 yards, 12 touchdowns, 21 interceptions (soit la 4e pire statistique de la saison) et une évaluation QB de 66½ (pire statistique de la saison). Il affiche également un gain à la course de 315 yards et 6 touchdowns, terminant premier à égalité avec Cam Newton au nombre de touchdowns inscrits à la course par un quarterback sur la saison.

#### Giants de New York
Le 28 mars 2017, Smith s'engage avec les Giants de New York. Lors de la défaite 17 à 51 en déplacement chez les Rams en 9e semaine, Smith remplace Eli Manning en fin de 4e quart-temps mais ne réussit pas les deux passes qu'il tente.
Le 28 novembre 2017, il est titularisé pour le match contre les Raiders, ce qui met fin à la série de 210 titularisations consécutives pour les Giants d'Eli Manning. Smith devient le premier quarterback titulaire noir des Giants et le premier quarterback à avoir été titulaire pour les Jets et les Giants. Les Giants étaient la dernière franchise de la NFL à n'avoir jamais titularisé de quarterback noir.
Lors de ce match perdu 17 à 24, Smith gagne 212 yards et inscrit un touchdown mais commet deux fumbles en première mi-temps dans les trente yards des Raiders. Le 5 décembre Manning reprend sa place de titulaire.

#### Chargers de Los Angeles
Le 1er avril 2018, Smith signe un contrat d'un an avec les Chargers de Los Angeles.
LOrs de la victoire en déplacvement 38 à 14 contre les Browns, Smith fait ses débuts pour les Chargers, réussissant une passe pour un gain de 8 yards.
Sur la saison, il participe qu'à cinq matchs dans un rôle de remplaçant.

### Statistiques
| Année       | Équipe                                  | Statut      | MJ |         | Passes   | Passes | Passes | Passes | Passes | Passes | Passes  |       | Courses | Courses | Courses | Courses |
| Année       | Équipe                                  | Statut      | MJ | Tentées | Réussies | Pct.   | Yards  | TD     | Int.   | Éval.  | Tentées | Yards | Moy.    | TD      |         |         |
| 2009        | Mountaineers de la Virginie-Occidentale | Fr.         | 05 | 049     | 032      | 65,3   | 0 309  | 01     | 1      | 120,9  | 017     | 07    | 0,4     | 0       |         |         |
| 2010        | Mountaineers de la Virginie-Occidentale | So.         | 13 | 372     | 241      | 64,8   | 2 763  | 24     | 7      | 144,7  | 106     | 217   | 2,0     | 0       |         |         |
| 2011        | Mountaineers de la Virginie-Occidentale | Jr.         | 13 | 526     | 346      | 65,8   | 4 385  | 31     | 7      | 152,6  | 056     | - 33  | -0,6    | 2       |         |         |
| 2012        | Mountaineers de la Virginie-Occidentale | Sr.         | 13 | 518     | 369      | 71,2   | 4 205  | 42     | 6      | 163,9  | 066     | 151   | 2,3     | 2       |         |         |
| Totaux NCAA | Totaux NCAA                             | Totaux NCAA | 44 | 1 465   | 988      | 67,4   | 11 662 | 98     | 21     | 153,5  | 245     | 342   | 1,4     | 4       |         |         |

| Année              | Équipe                  | MJ |         | Passes   | Passes | Passes | Passes | Passes | Passes | Passes  |       | Courses | Courses | Courses | Courses |     | Sacks  | Sacks |  | Fumbles | Fumbles |
| Année              | Équipe                  | MJ | Tentées | Réussies | Pct.   | Yards  | TD     | Int.   | Éval.  | Tentées | Yards | Moy.    | TD      | Nb.     | Yards   | Nb. | Perdus |       |  |         |         |
| 2013               | Jets de New York        | 16 | 443     | 247      | 55,8   | 3 046  | 12     | 21     | 066,5  | 72      | 366   | 05,1    | 6       | 43      | 315     | 8   | 4      |       |  |         |         |
| 2014               | Jets de New York        | 14 | 367     | 219      | 59,7   | 2 525  | 13     | 13     | 077,5  | 59      | 238   | 04,0    | 1       | 28      | 175     | 8   | 3      |       |  |         |         |
| 2015               | Jets de New York        | 01 | 042     | 027      | 64,3   | 0 265  | 02     | 01     | 087,9  | 02      | 034   | 17,0    | 0       | 03      | 019     | 0   | 0      |       |  |         |         |
| 2016               | Jets de New York        | 02 | 014     | 08       | 57,1   | 0 126  | 01     | 01     | 081,2  | 02      | 09    | 04,5    | 0       | 03      | 019     | 1   | 0      |       |  |         |         |
| 2017               | Giants de New York      | 02 | 036     | 021      | 58,3   | 0 212  | 01     | 0      | 084,5  | 04      | 012   | 03,0    | 0       | 03      | 012     | 2   | 2      |       |  |         |         |
| 2018               | Chargers de Los Angeles | 05 | 04      | 01       | 25,0   | 08     | 0      | 0      | 039,6  | 08      | 02    | 00,3    | 0       | 01      | 016     | 1   | 1      |       |  |         |         |
| 2019               | Seahawks de Seattle     | 0  | -       | -        | -      | -      | -      | -      | -      | -       | -     | -       | -       | -       | -       | -   | -      |       |  |         |         |
| 2020               | Seahawks de Seattle     | 01 | 05      | 04       | 80,0   | 0 14   | 0      | 0      | 094,2  | 02      | - 2   | - 1,0   | 0       | 01      | 03      | 1   | 1      |       |  |         |         |
| 2021               | Seahawks de Seattle     | 04 | 095     | 065      | 68,4   | 0 84   | 05     | 01     | 103,0  | 09      | 042   | 04,7    | 1       | 13      | 117     | 1   | 1      |       |  |         |         |
| 2022               | Seahawks de Seattle     | 17 | 572     | 399      | 69,8   | 0 54   | 30     | 11     | 100,9  | 68      | 366   | 05,4    | 1       | 46      | 348     | 8   | 4      |       |  |         |         |
| 2023               | Seahawks de Seattle     | 15 | 499     | 323      | 64,7   | 0 73   | 20     | 09     | 032,1  | 37      | 155   | 04,2    | 1       | 31      | 231     | 5   | 3      |       |  |         |         |
| 2024               | Seahawks de Seattle     | 17 | 578     | 407      | 70,4   | 0 71   | 21     | 15     | 093,2  | 53      | 272   | 05,1    | 2       | 50      | 338     | 9   | 0      |       |  |         |         |
| Totaux en carrière | Totaux en carrière      | 94 | 2 655   | 1 721    | 64,8   | 19 143 | 105    | 72     | 88,0   | 316     | 1 494 | 4,7     | 12      | 222     | 1 593   | 44  | 18     |       |  |         |         |

| Année      | Équipe              | MJ |         | Passes   | Passes | Passes | Passes | Passes | Passes | Passes  |       | Courses | Courses | Courses | Courses |     | Sacks  | Sacks |  | Fumbles | Fumbles |
| Année      | Équipe              | MJ | Tentées | Réussies | Pct.   | Yards  | TD     | Int.   | Éval.  | Tentées | Yards | Moy.    | TD      | Nb.     | Yards   | Nb. | Perdus |       |  |         |         |
| 2022       | Seahawks de Seattle | 1  | 35      | 25       | 71,4   | 253    | 2      | 1      | 88,9   | 4       | 28    | 7,0     | 0       | 3       | 25      | 1   | 1      |       |  |         |         |
| Totaux NFL | Totaux NFL          | 1  | 35      | 25       | 71,4   | 253    | 2      | 1      | 88,9   | 4       | 28    | 7,0     | 0       | 3       | 25      | 1   | 1      |       |  |         |         |

### Records de franchise

#### Jets de New York
- Plus grand nombre de yards gagnés à la passe en une saison par un rookie: 3 046 en 2013[29].

#### Seahawks de Seattle
- Plus haut pourcentage de complétion sur une saison : 70.4% en 2024[30] ;
- Plus grand nombre de yards gagnés à la passe sur une saison : 4 320 en 2024[30] ;
- Plus grand nombre de passes réussies sur une saison : 407 en 2024[30] ;
- Plus grand nombre de passes tentées sur une saison : 578 en 2024[30].